# Spinoaglaja petra
Spinoaglaja petra is een slakkensoort uit de familie van de Aglajidae. De wetenschappelijke naam van de soort is voor het eerst geldig gepubliceerd in 1976 door Ev. Marcus.